# Attaque du 31 août 2018 à la gare centrale d'Amsterdam
L'attaque du 31 août 2018 à la gare centrale d'Amsterdam est une attaque terroriste survenue le 31 août 2018 à la gare centrale d'Amsterdam, aux Pays-Bas. Un terroriste islamiste de nationalité afghane de 19 ans poignarde et blesse deux touristes américains. En neuf secondes, la police met fin à l'attaque en tirant sur l'agresseur et le blessant par balle. Il rapidement arrêté par la police, puis condamné à 25 ans de prison en 2020.

## Attaque
Le 31 août 2018, vers 12 h 10 heure locale, un homme récemment arrivé en train est aperçu par le personnel de sécurité dans le tunnel du côté ouest de la gare d'Amsterdam-Central. Pendant qu'ils discutent de la façon de l'approcher, l'homme sort un couteau et poignarde un touriste dans le dos, puis attaque un second touriste. Les policiers qui se trouvent alors à 20 mètres de là sort leurs armes et l'un d'eux ouvre le feu sur l'auteur lorsqu'il court vers une autre victime potentielle.
L'attaque dure un total de neuf secondes. Des témoins rapportent avoir entendu deux coups de feu. Les policiers ordonnent au suspect de « rester à terre » en anglais. Les victimes, qui sont « très gravement blessées » selon un porte-parole de la police, ainsi que le suspect, sont transportés à l'hôpital.

## Conséquences
Les services ferroviaires sur place sont interrompus, tandis que la gare, très animée un vendredi avec de nombreux voyageurs en provenance de l'aéroport d'Amsterdam-Schiphol, est temporairement fermée. À la suite de cette attaque, le 28 septembre 2018, le département d'État des États-Unis abaisse son avis aux voyageurs pour les Pays-Bas du niveau 1 au niveau 2.

## Suspect
L'attaquant est identifié comme étant Jawed Sultani, un homme de 19 ans originaire d'Afghanistan qui détenait un permis de séjour allemand. Les autorités allemandes avaient rejeté sa demande d'asile, rejet dont il a fait appel.
La police néerlandaise était en contact étroit avec son homologue allemande concernant les antécédents du suspect. Un porte-parole de la police déclare initialement que la police d'Amsterdam « prenait sérieusement en compte [...] un motif terroriste », ce motif étant ensuite confirmé par les autorités. Les autorités néerlandaises disent qu'il en voulait aux Pays-Bas et pensait que « le prophète Mahomet, le Coran, l'islam et Allah ont été insultés à plusieurs reprises » dans le pays, se référant spécifiquement au représentant d'opposition Geert Wilders.

## Victimes
Les victimes sont des Américains d'origine érythréenne qui sont alors en séjour dans le pays depuis quelques jours avec leurs femmes. Après une visite de l'ambassadeur américain Peter Hoekstra à l'hôpital, ils publient un message de remerciements aux Pays-Bas via l'ambassade américaine à La Haye. Ils remercient la police néerlandaise sur les lieux pour son action rapide et pour leur avoir sauvé la vie, ainsi que pour le soutien ultérieur qu'ils reçoivent des unités de police et du personnel hospitalier. L'ambassade des États-Unis demande ultérieurement que la vie privée des victimes soit respectée.

## Procès et condamnation
Le procureur demande 25 ans d'emprisonnement pour deux tentatives de meurtre à des fins terroristes. Qualifiant les attaques de « choquantes », le procureur déclare que leur impact sur la société est grand. « Le choix aléatoire des victimes est particulièrement effrayant », déclare-t-il. « Il n'a montré aucun remords et semble même être un peu fier de ce qu'il a fait. [...] Mais je vous assure que le gouvernement néerlandais ne cédera jamais au terrorisme. Dans ce pays, les discussions se déroulent avec des mots, pas avec des couteaux ».
Le 14 octobre 2019, le tribunal de district d'Amsterdam reconnaît Jawed Sultani coupable de deux tentatives de meurtre à des fins terroristes et de menaces envers trois policiers. Il est donc condamné à 26 ans et 8 mois de prison. Sultani fait appel du jugement. En conséquence, un procès en appel prend place. Le 16 novembre 2020, il est condamné à 25 ans de prison en appel.

## Sources
- (en) Cet article est partiellement ou en totalité issu de l’article de Wikipédia en anglais intitulé « 2018 Amsterdam stabbing attack » (voir la liste des auteurs).